# Olivier Bourdelier
Olivier Bourdelier, nom de plume d'Olivier Michaud, est un poète français né le 17 janvier 1966 à Larochemillay, dans la Nièvre.
Il revendique de nombreuses influences allant de Jean Follain à Allen Ginsberg.
De ses poèmes, des textes courts volontiers fulgurants, Antoine Emaz écrit « ça fonctionne bien sans qu'on comprenne pourquoi et comment ça fonctionne ».
Son recueil Eugène les monstres est un clin d'œil à Eugène Guillevic.
Conservateur de bibliothèque, il est responsable des médiathèques de Laval de 1995 à 2017.
Il a été publié dans un grand nombre de revues, notamment L'Alambic, Cahiers critiques de poésie, La Canopée, Dans la lune, Gare maritime, Liqueur 44, N 4728, Neige d'août, Noniouze, Nu(e), La Polygraphe, Tiens, Le Titan ou Triages.

## Œuvres
- Musique à faire danser les ours, Tarabuste, 1994
- Eugène les monstres, Tarabuste, 1998
- Considérations sur la rareté, Noniouze, 2001
- Bestioles, Centre de création pour l'enfance de Tinqueux, 2001
- Araignée, Tarabuste, 2001
- Lambeaux, Noniouze, 2002
- Quitte, Wigwam éditions, 2005
- La Poésie est facile, illustrations Nelly Buret, L'idée bleue, 2006.
- Des oiseaux, avec Maria de Castro, Daniel Leuwers, 2007.
- Un oiseau compliqué suivi de Poème des millions de morts et moi, Tarabuste, 2008.
- Si la lune est là, pré # carré, 2009.
- À la fin dormir, éditions Contre-allées, 2012

## Présence dans
Collectifs
- An 2000 chemins du petit pavé,  éd. du petit pavé, 1999.
- Avec mes yeux / Mit meinen Augen, Yannick Lecoq,  éd. En forêt / verlag im Wald, 2007.
- Richesses du livre pauvre, Daniel Leuwers,  éd. Gallimard, 2008.

Anthologies
- Calendrier de la poésie francophone 2008 + 2009,  éd. Alhambra publishing, 2007 + 2008
- Valérie Rouzeau lit ses poètes,  éd. Le temps qu'il fait, 2003
- Le Dit de Jean-Pascal Dubost,  éd. Médiathèque de Saint-Herblain, 2002

Expositions
- Richesses du livre pauvre, Prieuré Saint-Cosme, La Riche
- Poètes, vos images, (photographies de Michel Durigneux).
- La Poésie, comment dire ?, (Centre de création pour l'enfance de Tinqueux)